# Oliver Döring
Oliver Döring (* 9. Januar 1969) ist ein deutscher Regisseur von Hörspielserien.

## Leben
Oliver Döring begann seine Karriere als freier Journalist, Autor und Comedy-Macher für diverse Rundfunkanstalten. Seine ersten Erfolge hatte er 1998 mit der Radio-Comedy Die Eins Live-Retter. 1999 erhielt er von der Filmstiftung NRW ein Arbeits-Stipendium zur Förderung junger Hörspiel-Talente.
Oliver Döring wurde bekannt als Bearbeiter und Regisseur der seit 2000 erscheinenden Neuproduktion der Hörspielserie Geisterjäger John Sinclair. 2011 gab er nach 70 Folgen der Hauptserie, neun Folgen der sogenannten John Sinclair Classics und mehreren Sonderfolgen die Regiearbeit an der Serie ab. Grund waren unterschiedliche Vorstellungen von Döring und dem herausgebenden Lübbe-Verlag über die zukünftige Ausrichtung der Serie.
Neben John Sinclair setzte Döring in Zusammenarbeit mit dem Hörspiellabel Wortart mehrere Hörspiele zur Science-Fiction-Saga Star Wars um, beginnend mit den offiziellen Adaptionen der Episoden I–VI. 2012, nach seinem Ausstieg bei John Sinclair, gründete er mit Alex Stelkens das Hörspiellabel Imaga. Neben der Hörspielumsetzung der Thrawn-Trilogie in der Star-Wars-Reihe entwickelte Döring seine erste Eigenproduktion mit dem Titel End of Time.
Im Frühjahr 2016 startete er die Horror-Hörspielserie Foster mit Thomas Nero Wolff in der titelgebenden Hauptrolle.

## Hörspielproduktionen
| Jahr      | Titel                                         | Folgen |
| --------- | --------------------------------------------- | ------ |
| 2000–2011 | Geisterjäger John Sinclair: Edition 2000      | 70     |
| 2002–2007 | Geisterjäger John Sinclair: Sonderedition     | 3      |
| 2004–2007 | Gespenster-Krimi                              | 6      |
| 2007–2011 | Don Harris, Psycho Cop                        | 10     |
| 2010–2011 | Geisterjäger John Sinclair: Sinclair Classics | 9      |
| 2012–2015 | End of Time                                   | 6      |
| 2014–2015 | The Border                                    | 3      |
| 2016–2020 | Foster                                        | 17     |
| seit 2019 | Oliver Dörings Phantastische Geschichten      | 9+     |
| seit 2023 | Der Vampir                                    | 15     |

- Star Wars
  - 2004–2005: Episode I–VI
  - 2006–2007: Labyrinth des Bösen (3 Folgen)
  - 2008: Dark Lord (4 Folgen)
  - 2012: Erben des Imperiums (Thrawn-Trilogie #1, 4 Folgen)
  - 2013: Die dunkle Seite der Macht (Thrawn-Trilogie #2, 5 Folgen)
  - 2014: Das letzte Kommando (Thrawn-Trilogie #3, 5 Folgen)
- Hörspiele nach H. G. Wells
  - 2017: Die Zeitmaschine – Teil 1 und 2 von 2
  - 2017: Das Imperium der Ameisen
  - 2018: Krieg der Welten – Teil 1, 2 und 3 von 3